# Cristina Tonetti
Christina Tonetti (* 6. Juli 2002 in Besana in Brianza) ist eine italienische Radrennfahrerin, die auf der Straße aktiv ist.

## Sportlicher Werdegang
Zur Saison 2022 wurde Tonetti Mitglied im UCI Women’s Continental Team Top Girls Fassa Bortolo. Ihre besten Ergebnisse im ersten Jahr waren jeweils ein dritter Platz beim Grand Prix de Chambéry sowie in der Gesamtwertung der Vuelta a Formosa Femenina. Im Jahr 2023 wurde Tonetti Zweite auf der vierten Etappe der Trofeo Ponente in Rosa sowie beim Gran Premio della Liberazione. Bei der Tour de l’Avenir Femmes belegte sie auf der zweiten Etappe den sechsten Platz. Im September nahm sie am U23-Straßenrennen bei den Europameisterschaften teil, das sie nicht beendete. Auf nationaler Ebene wurde sie mit ihrem Team Meisterin in der Mannschaftsverfolgung.
Im Jahr 2024 wechselte Tonetti von den Top Girls Fassa Bortolo zum spanischen Team Laboral Kutxa-Fundación Euskadi. Für dieses Team nahm sie im August an der Tour de France Femmes 2024 teil, bei der sie auf der ersten Etappe die einzige Bergwertung (am Maas-Delta-Tunnel) gewann und sich das gepunktete Trikot sicherte. Auf den beiden folgenden Etappen gab es keine Punkte für die Bergwertung zu gewinnen, so dass Tonetti erst nach der vierten Etappe das Trikot abgeben musste.

## Erfolge
2022
- Nachwuchswertung Vuelta a Formosa Femenina

2023
- Italienische Meisterin – Mannschaftszeitfahren

2025
- Grote Prijs Yvonne Reynders